# Honingzwam
Honingzwam (Armillaria) is een geslacht van zwammen, behorend tot de orde Agaricales en de familie Physalacriaceae, met verschillende soorten die moeilijk te onderscheiden zijn. Veel soorten hebben een ring aan de steel (annulus, zie soortnaam: Latijn armilla = armband), maar deze kan verloren gaan naarmate het vruchtlichaam volwassen wordt, door het weer en door slakkenvraat. Sommige soorten vallen ook levende bomen aan waardoor deze afsterven en worden daarom als bosplaag beschouwd. De typesoort is Armillaria mellea. De schimmels leven in de wortels van bomen. Aanvankelijk werd slechts de soort Armillaria mellea onderscheiden, maar inmiddels is het geslacht in 74 soorten onderverdeeld (peildatum december 2023). De naam honingzwam wordt ook meer specifiek gebruikt voor de echte honingzwam (Armillaria mellea)

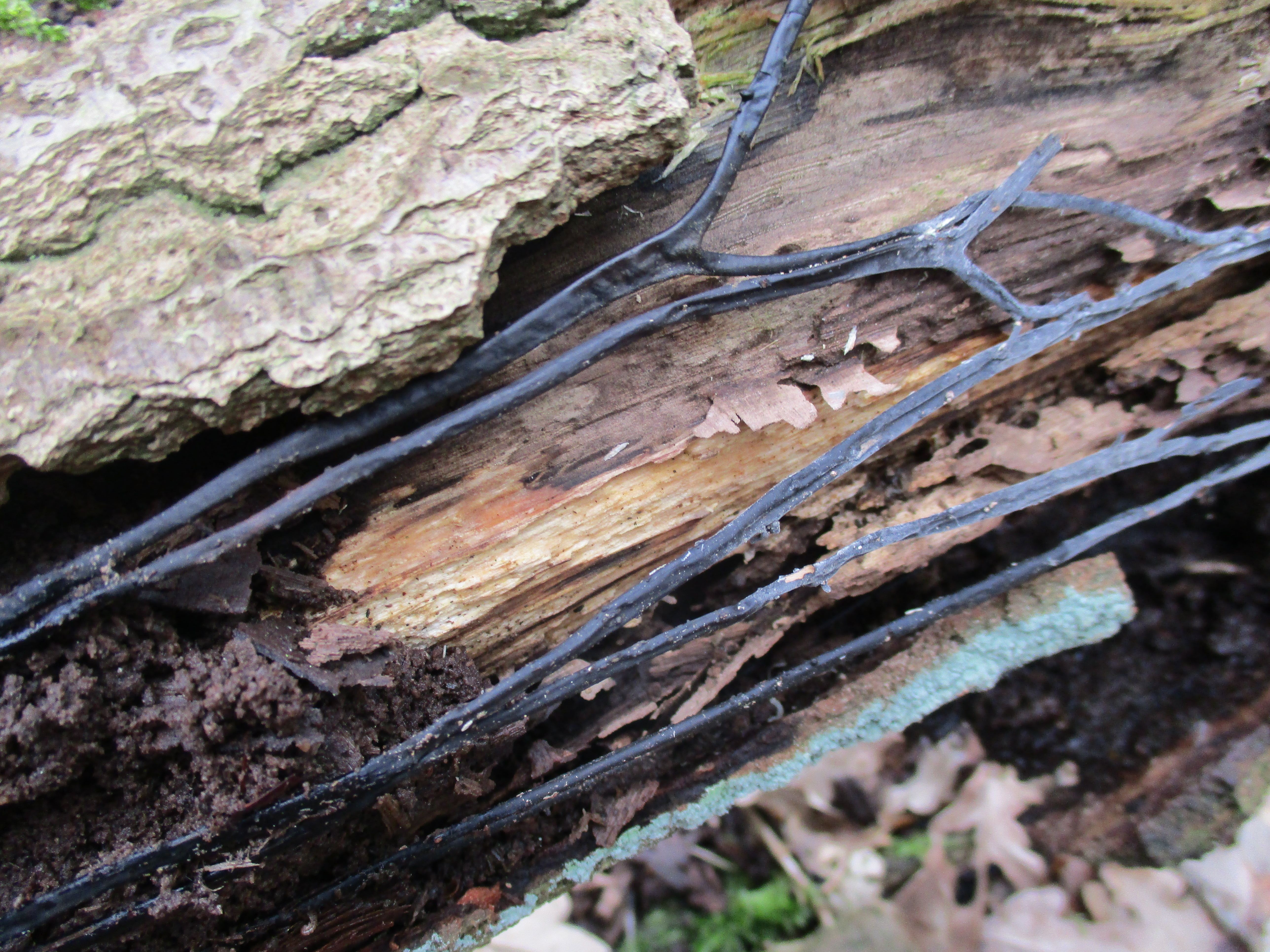
Rizomorf van een honingzwam

## Kenmerken
De bruinachtige tot honinggele hoed is bedekt met donkere, getufte en harige schubben, die naar de rand in aantal afnemen, en na verloop van tijd kunnen ze volledig ontbreken. De hoed blijft tijdens de groei lang omgekruld aan de rand. In deze beschermende holte houden de glanskevers Cychramus luteus en C. variegatus zich graag op. Zij veroorzaken bruinachtige vlekken op de lamellen. Later wordt de hoed vlakker en uiteindelijk kan hij ingedeukt van vorm zijn. De lamellen staan dicht op elkaar en zijn enigszins aflopend op de steel. Ze zijn wit tot roodachtig geel van kleur. De sporen zijn kleurloos, daarom ziet de bovenkant van de hoed van lagere exemplaren er soms beschimmeld uit door het overvloedige wittige sporenpoeder.
De tot 20 centimeter lange steel is vaak gekromd als gevolg van de gebundelde groeiwijze van de honingzwam. De steel is geelbruin van kleur en wordt naar beneden toe donkerder. Onder de ring (annulus) is de steel vaak bedekt met schubjes. Behalve bij de echte honingzwam is de basis van de steel aanvankelijk duidelijk verdikt. Het vlees van de hoed en in het begin ook van de steel is zacht. Van de steel wordt het later, nadat de hoed volledig is gespreid, taai en vezelig. Een duidelijk onderscheidend kenmerk van de honingzwammen is de onaangename wrange smaak na ongeveer een minuut op een stukje te kauwen.

## Geslachtafbakening
Het witte sporenpoeder maakt het gemakkelijk om de honingzwammen te onderscheiden van andere schimmels die erop lijken (Pholiota), want die hebben bruin sporenpoeder.

## Ecologie
Met hun zwartbruine rizomorfen en witte mycelium infecteert de honingzwam zowel levend als dood hout. Binnenin de boom veroorzaken ze witrot. Aanvankelijk verwijderen de parasitaire schimmels zoveel voedingsstoffen uit de waardplanten dat ze snel afsterven. Daarna kunnen de schimmels zich jarenlang saprotroof blijven voeden met het dode hout. In tegenstelling tot de meeste andere paddenstoelen, vormen honingzwammen rizomorfen die wel drie meter per jaar kunnen groeien. Met behulp van deze schoenveterachtige hyfenbundels dringen ze ook gezonde bomen in de omgeving binnen en verspreiden zich daardoor sterk. Sommige honingzwammen behoren tot de ernstige bosplagen omdat ze zeer flexibel zijn in hun keuze van gastheren. Ze kunnen de meeste houtachtige planten aantasten: loof- en naaldhout, diverse tropische plantagebomen tot oliepalmen, zelfs wijnstokken, bramen en aardappelen). In Europa behoren alleen zilverspar en taxus tot de weinige uitzonderingen die niet worden aangetast. Bomen die zijn beschadigd door bijvoorbeeld droogte of schorskevers hebben vaak de voorkeur. Twee myco-heterotrofe, d.w.z. bladgroenloze orchideeënsoorten in Azië en Australië (Galeola, Gastrodia) worden beschouwd als epiparasieten op honingzwammen, wat betekent dat ze worden voorzien van voedingsstoffen door de zwammen die deze op hun beurt weer uit hun waardplanten hebben gehaald.

## Verspreiding
De honingzwamsoorten komen wereldwijd voor in gematigde tot tropische streken. Hun vruchtlichamen zijn van september tot december te vinden op levend of dood loofhout of naaldhout, soms ogenschijnlijk op kale grond omdat ze ontspringen uit aangetaste wortels die onder het oppervlak lopen.

## Belang

### Voedingswaarde
Honingzwammen staan bekend als eetbare paddenstoelen. In veel gebieden, bijvoorbeeld in het noordoost-Italiaanse Venetië, in de gebieden van het voormalige Tsjecho-Slowakije en de Sovjet-Unie zijn het zeer populaire eetbare paddenstoelen die met honderdduizenden worden verzameld en op de markt worden gebracht. Nadat de hoeden zijn gespreid, wordt meestal de steel die dan taai is verwijderd. De paddenstoelen zijn onverteerbaar en misselijkmakend als ze rauw gegeten worden, dus ze moeten goed gekookt zijn voor consumptie (minimaal acht minuten). Af en toe kunnen, ondanks de juiste voorbereiding, intolerantiereacties optreden, zoals bij veel andere voedingsmiddelen. De informatie over de voedingswaarde geldt voor alle soorten.

### Bioluminescentie
Een speciaal kenmerk van de honingzwam is het vermogen van zijn mycelia om bioluminescentie te produceren, d.w.z. het schimmelmycelium en vooral hout dat recentelijk is aangetast door het mycelium kan een koude gloed produceren door chemische processen - in totale duisternis zichtbaar met het blote oog. De reden hiervoor is - vergelijkbaar met de vuurvliegjes - de reactie van luciferine met het enzym luciferase met behulp van zuurstof, die licht produceert.

### Groei, leeftijd en grootte van honingzwammen
In 2000, als gevolg van een aanvankelijk raadselachtige bossterfte in het Malheur National Forest (Oregon, Verenigde Staten), werd een gigantisch mycelium van de honingzwam Armillaria ostoyae ontdekt. Het strekte zich uit over een oppervlakte van ongeveer negen vierkante kilometer (900 hectare), waarmee het qua oppervlakte het grootst bekende organisme ter wereld zou zijn. De leeftijd van het mycelium werd geschat op 2.400 jaar en het gewicht op ongeveer 600 ton. De grootste honingzwamkloon van Europa - ook A. ostoyae - werd in 2004 ontdekt in Zwitserland nabij de Ofenpas. Deze was 500 tot 800 meter in doorsnee, had een oppervlakte van 35 hectare en was ongeveer 1000 jaar oud.

## Soorten
De volgende soorten worden in Europa aangetroffen:
- Armillaria borealis Marxm. & Korhonen (1982)
- Armillaria cepistipes Velen. (1920)
- Armillaria ectypa (Fr.) Lamoure (1965)
- Armillaria gallica Marxm. & Romagn. (1987)
- Armillaria mellea (Vahl) P. Kumm. (1871)
- Armillaria ostoyae (Romagn.) Herink (1973)

Voormalige honingzwam-soorten
- Desarmillaria ectypa (Fr. 1821) R.A. Koch & Aime 2017
- Desarmillaria tabescens (Scop. 1772) R.A. Koch & Aime 2017

Sommige soorten die voorheen waren toegewezen aan het geslacht Armillaria, zijn nu ingedeeld in een apart geslacht Desarmillaria. Deze soorten hebben geen ring (annulus) aan de steel.
Complete lijst:
| Soortnaam                   | Auteur(s)                                                                       | Publicatiejaar |
| --------------------------- | ------------------------------------------------------------------------------- | -------------- |
| Armillaria affinis          | (Singer) T.J. Volk & Burds.                                                     | 1995           |
| Armillaria altimontana      | Brazee, B. Ortiz, Banik & D.L. Lindner                                          | 2012           |
| Armillaria aotearoa         | Hood & Ramsfield                                                                | 2016           |
| Armillaria apalosclera      | (Berk.) A. Chandra & Watling                                                    | 1982           |
| Armillaria appendiculata    | Peck                                                                            | 1897           |
| Armillaria argentina        | Speg.                                                                           | 1898           |
| Armillaria australis        | Murrill                                                                         | 1945           |
| Armillaria borealis         | Marxm. & Korhonen                                                               | 1982           |
| Armillaria bruchii          | Speg.                                                                           | 1926           |
| Armillaria bulbosa          | (Romagn.) Kile & Watling                                                        | 1983           |
| Armillaria calvescens       | Bérubé & Dessur.                                                                | 1989           |
| Armillaria camerunensis     | (Henn.) Courtec.                                                                | 1995           |
| Armillaria carneogelatinosa | Rick                                                                            | 1920           |
| Armillaria casimirii        | Velen.                                                                          | 1920           |
| Armillaria cepistipes       | Velen.                                                                          | 1920           |
| Armillaria cerasi           | Velen.                                                                          | 1920           |
| Armillaria contorticystis   | A.H. Sm.                                                                        | 1979           |
| Armillaria dactyliophora    | (Lév.) Beeli                                                                    | 1927           |
| Armillaria fellea           | (Hongo) Kile & Watling                                                          | 1983           |
| Armillaria fumosa           | Kile & Watling                                                                  | 1983           |
| Armillaria fuscipes         | Petch                                                                           | 1909           |
| Armillaria gallica          | Marxm. & Romagn.                                                                | 1987           |
| Armillaria gemina           | Bérubé & Dessur.                                                                | 1989           |
| Armillaria gigantea         | Yasuda                                                                          | 1918           |
| Armillaria granulosoides    | Zeller                                                                          | 1933           |
| Armillaria graveolens       | Murrill                                                                         | 1943           |
| Armillaria griseomellea     | (Singer) Kile & Watling                                                         | 1983           |
| Armillaria heimii           | Pegler                                                                          | 1977           |
| Armillaria hinnulea         | Kile & Watling                                                                  | 1983           |
| Armillaria horridula        | Herp.                                                                           | 1912           |
| Armillaria inflata          | Velen.                                                                          | 1920           |
| Armillaria irreperta        | G.E. Bernard                                                                    | 1919           |
| Armillaria jezoensis        | J.Y. Cha & Igarashi                                                             | 1994           |
| Armillaria kuraiana         | Pilát                                                                           | 1934           |
| Armillaria laricina         | (Bolton) Sacc.                                                                  | 1887           |
| Armillaria limonea          | (G. Stev.) Boesew.                                                              | 1977           |
| Armillaria luteobubalina    | Watling & Kile                                                                  | 1978           |
| Armillaria lutincola        | (Lasch) Sacc. & Trotter                                                         | 1912           |
| Armillaria macrospora       | Peck                                                                            | 1900           |
| Armillaria mellea           | (Vahl) P. Kumm.                                                                 | 1871           |
| Armillaria melleorubens     | (Berk. & M.A. Curtis) Sacc.                                                     | 1887           |
| Armillaria mexicana         | Elías-Román, Medel, Alv.-Ros., J.W. Hanna, Ross-Davis, Mee S. Kim & N.B. Klopf. | 2018           |
| Armillaria montagnei        | (Singer) Herink                                                                 | 1973           |
| Armillaria nabsnona         | T.J. Volk & Burds.                                                              | 1996           |
| Armillaria nigritula        | P.D. Orton                                                                      | 1980           |
| Armillaria novae-zelandiae  | (G. Stev.) Boesew.                                                              | 1977           |
| Armillaria obscura          | (Schaeff.) Herink                                                               | 1973           |
| Armillaria omnituens        | (Berk.) Sacc.                                                                   | 1887           |
| Armillaria ostoyae          | (Romagn.) Herink                                                                | 1973           |
| Armillaria pallidula        | Kile & Watling                                                                  | 1988           |
| Armillaria paulensis        | Capelari                                                                        | 2008           |
| Armillaria paullula         | Herp.                                                                           | 1912           |
| Armillaria pelliculosa      | Beeli                                                                           | 1927           |
| Armillaria platensis        | Speg.                                                                           | 1898           |
| Armillaria praecox          | Velen.                                                                          | 1920           |
| Armillaria procera          | Speg.                                                                           | 1889           |
| Armillaria puiggarii        | Speg.                                                                           | 1889           |
| Armillaria roblinensis      | Velen.                                                                          | 1940           |
| Armillaria saltensis        | Speg.                                                                           | 1898           |
| Armillaria saviczii         | (Singer) Herink                                                                 | 1973           |
| Armillaria sinapina         | Bérubé & Dessur.                                                                | 1988           |
| Armillaria singula          | J.Y. Cha & Igarashi                                                             | 1994           |
| Armillaria socialis         | (DC.) Fayod                                                                     | 1889           |
| Armillaria solidipes        | Peck                                                                            | 1900           |
| Armillaria sparrei          | (Singer) Herink                                                                 | 1973           |
| Armillaria subcinerescens   | Rick                                                                            | 1961           |
| Armillaria tigrensis        | (Singer) T.J. Volk & Burds.                                                     | 1995           |
| Armillaria umbrinobrunnea   | (Singer) Pildain & Rajchenb.                                                    | 2010           |
| Armillaria verrucispora     | Niemelä & Härkönen                                                              | 2021           |
| Armillaria virginea         | Rick                                                                            | 1961           |
| Armillaria viridiflava      | (Singer) T.J. Volk & Burds.                                                     | 1995           |
| Armillaria viscidipes       | Peck                                                                            | 1891           |
| Armillaria xiaocaobaensis   | J.H. Peng & C.L. Zhao                                                           | 2019           |
| Armillaria yungensis        | (Singer) Herink                                                                 | 1973           |